# خلدروپ-میرلو
خلدروپ-میرلو (به هلندی: Geldrop-Mierlo) یک شهرستان در هلند است که در برابانت شمالی واقع شده‌است. خلدروپ-میرلو ۱۹ متر بالاتر از سطح دریا واقع شده‌است.

## خواهرخوانده
شهر Dobříš خواهرخواندهٔ خلدروپ-میرلو هست.